# Finálé?
Finálé? (węg. Finał?) – siódmy studyjny album węgierskiej rockowej grupy Hungária, a jednocześnie ostatni album tego zespołu przed jego rozpadem. Album został wydany w 1983 roku na LP i MC przez Hungaroton-Bravo. W 2005 roku nastąpiło jego zremasterowanie i wznowienie na CD z siedmioma bonusowymi piosenkami, przy czym są to stare piosenki Hungárii zaśpiewane przez innych wykonawców.

## Lista utworów

### Strona A
1. "Dalolj, dalolj, jazzgitár" (3:28)
2. "Szerelmes lapgitárok" (3:07)
3. "Mambó" (2:45)
4. "Ocelot Vénusz" (2:52)
5. "Cha-cha-cha" (2:49)
6. "Saxophonia Express" (1:28)

### Strona B
1. "Séró báró" (3:28)
2. "Bambina" (4:11)
3. "Limbó jódli" (4:41)
4. "Dollywood" (3:49)
5. "Rumba ABC" (2:52)

### Bonus
1. "Mit tehet egy lány" (2:52)
2. "Mami, én valamit láttam" (2:24)
3. "Bye, bye, férfi" (2:54)
4. "Lunapark" (feat. Clips) (1:49)
5. "Hully Gully" (3:35)
6. "Ocelot Vénusz" (2:52)
7. "Cha-Cha-Cha" (2:50)

## Wykonawcy
- Miklós Fenyő – wokal, instrumenty klawiszowe
- Mária Renczi – wokal
- Gábor Novai – gitara basowa, wokal
- Zoltán Kékes – gitara, wokal
- Gyula Fekete – saksofon, wokal
- Béla Tibor Jeszenszky – gitara rytmiczna, wokal
- Gábor Zsoldos – perkusja

### Dodatkowi
Dodatkowi muzycy występujący na bonusowych utworach:
- Kriszta Kristály – wokal (12, 13, 14, 18)
- Csacska Macska – wokal (16)